# Personnel Armor System for Ground Troops

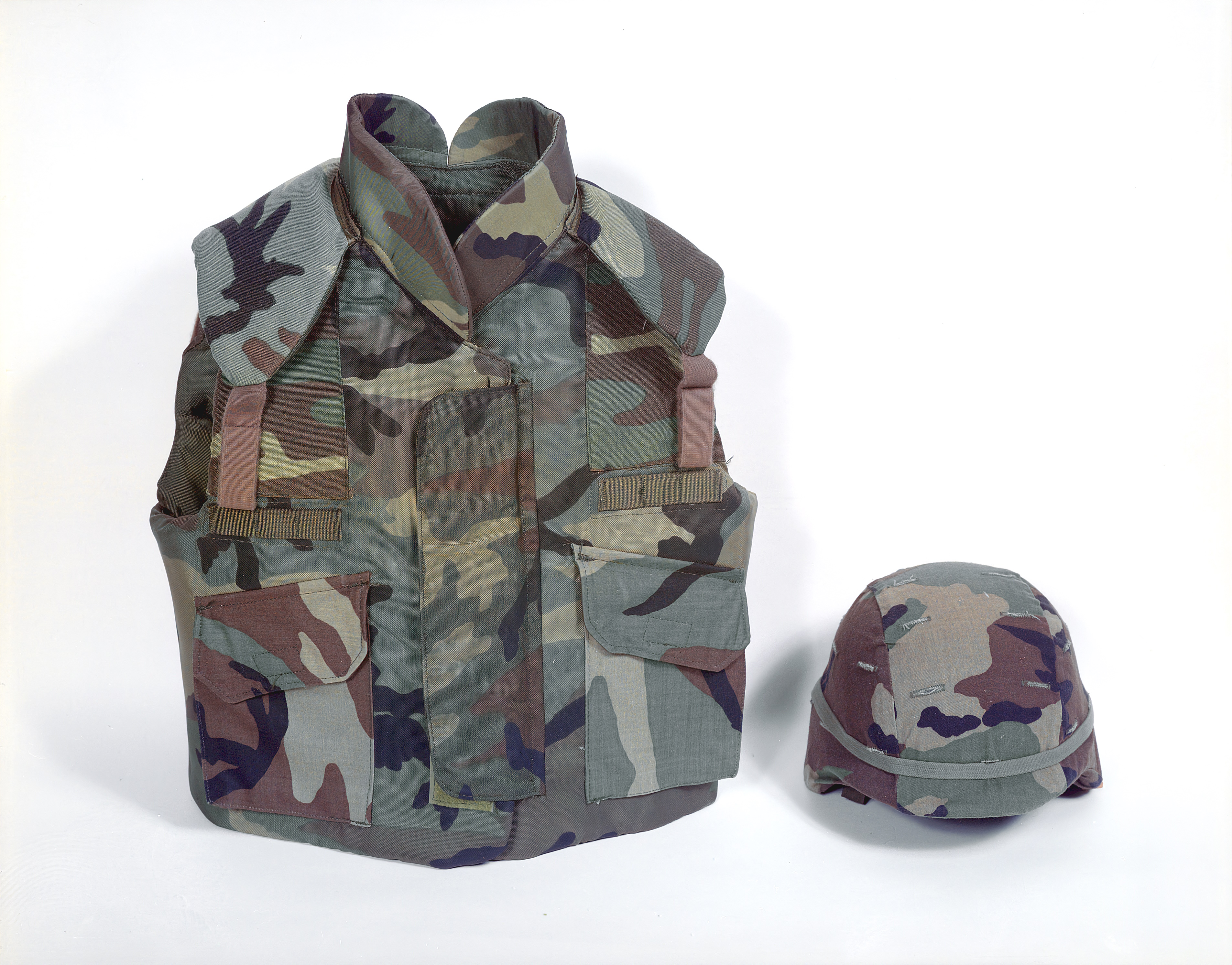
Kamizelka i hełm systemu PASGT

Personnel Armor System for Ground Troops (PASGT) – system ochrony osobistej żołnierza obejmujący hełm i kamizelkę przeciwodłamkową. System był na wyposażeniu US Army w latach 1980–2005. Został zastąpiony przez Lightweight Helmet, Modular Integrated Communications Helmet (MICH) i Interceptor Body Armor (IBA).

## Hełm

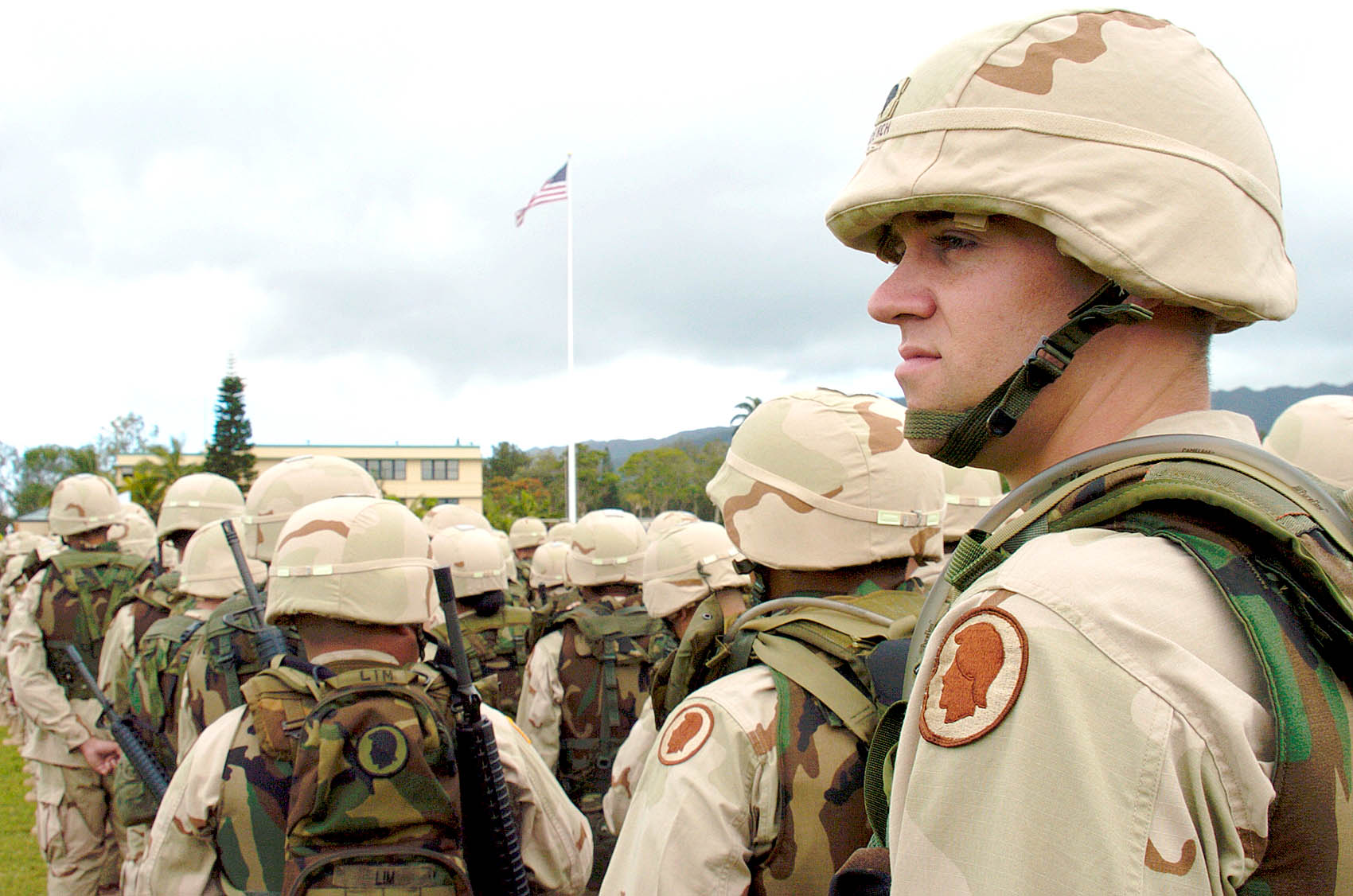
Żołnierze w hełmach PASGT w pokrowcach 3 Color Desert Pattern (widoczne założone opaski z tzw. kocimi oczami)

Hełm został wykonany z kevlaru, co było nowością w armii amerykańskiej. Poprzednik – M1 wykonany był ze stali. Zastosowanie kevlaru spowodowało polepszenie właściwości ochronnych przed odłamkami. Kształt hełmu nawiązuje do niemieckich hełmów z czasów II wojny światowej i pozwala w dużym stopniu chronić potylicę. Waga hełmu to 1,4 kg (rozmiar x-small) do 1,9 kg (rozmiar x-large). Pasek pod brodę mocowany jest dwupunktowo. Hełm posiada możliwość instalacji na nim noktowizora.
Ponadto dla oddziałów spadochronowych opracowano specjalny wkład z pianki do fasunku. Ma on za zadanie dodatkowo chronić głowę przed wstrząsami.
Hełm malowany jest na kolor khaki. Do maskowania stosuje się pokrowce, m.in. w kamuflażach: Woodland, 3 Color Desert Pattern, 6 Color Desert Pattern, MARPAT i UCP. Ponadto często żołnierze stosują opaskę z odblaskami – tzw. kocie oczy. Ma to za zadanie zmniejszyć Friendly fire.

## Kamizelka przeciwodłamkowa
Kamizelka systemu PASGT była w latach 1980–2004 podstawowym środkiem ochrony osobistej (zastąpiono ją Interceptor Body Armor). Była to pierwsza kamizelka kuloodporna w armii amerykańskiej wykonana z kevlaru (poprzednie produkowano z tzw. nylonu balistycznego). Klasa ochrony przed kulami i odłamkami to IIIA (Pociski 9 mm dużej prędkości; .44 Magnum). Waga kamizelki to od 3,2 kg (x-small) do 4,9 kg (x-large).
Aby zwiększyć ochronę przed pociskami do kamizelki w roku 1996 wprowadzono tzw. Interim Small Arms Protective Overvest (ISAPO), które zawierało dodatkowe wkłady ceramiczne. ISAPO noszono na PASGT. „Dopancerzenie” ważyło ok. 7,5 kg.
Kamizelkę wykonywano w kamuflażu Woodland. Ponadto przeznaczone były pokrowce na nią w kamuflażach takich jak 3 Color Desert Pattern i 6 Color Desert Pattern.